# Amada d'Assís
Amada d'Assís o de Corano (Assís, ~ 1200 - ~ 1250), va ser una monja clarissa italiana i una de les primeres seguidores de Clara i Agnès d'Assís, que eren ties seves. És venerada com a santa per l'Església catòlica.

## Biografia

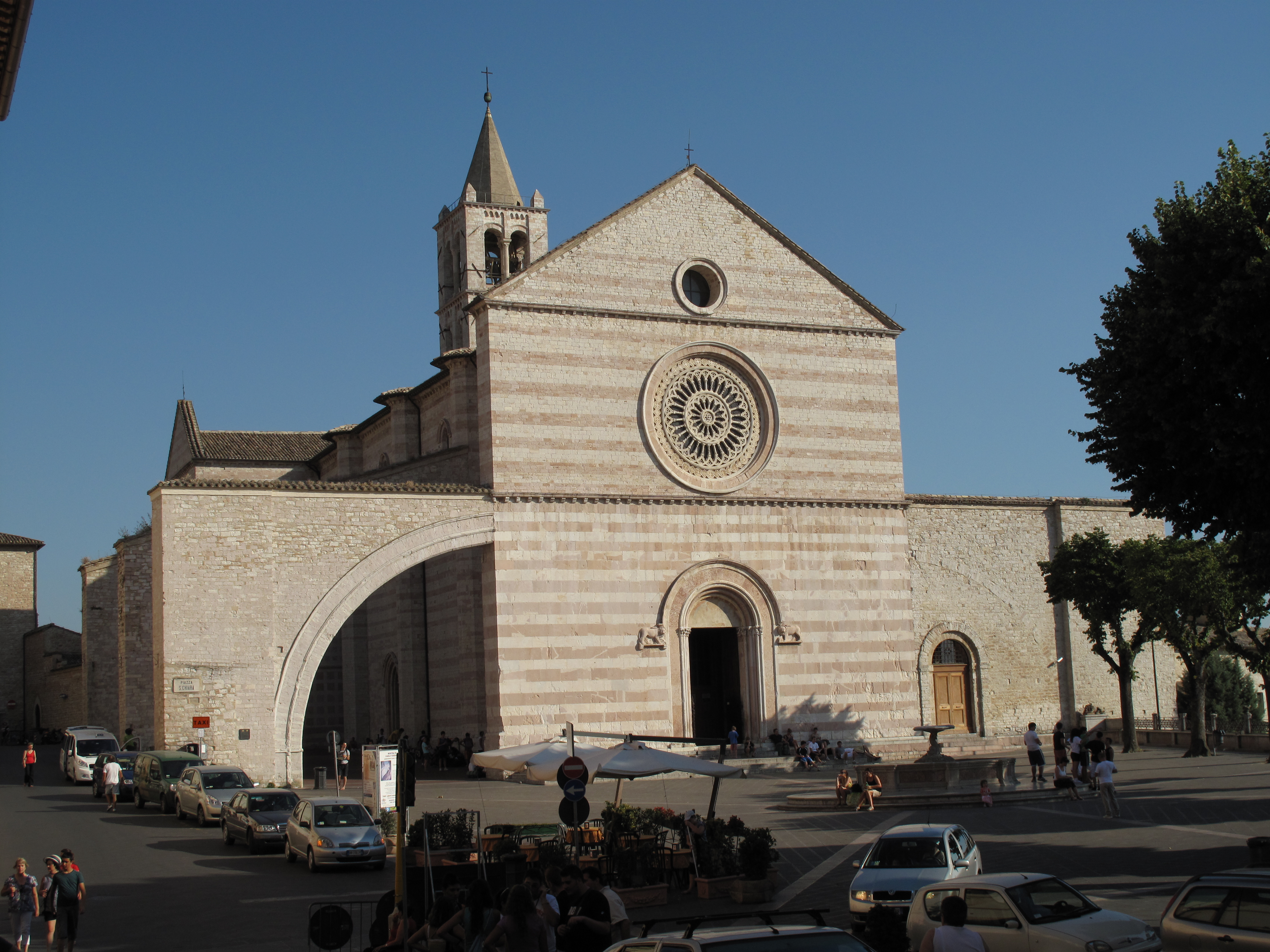
Basílica i convent de Santa Clara (Assís), lloc d'enterrament de la santa

Nascuda com Amata da Corano, va néixer en una família noble a Assís, Itàlia; el seu pare era Don Martin di Cora i la seva mare Donna Penenda, la germana gran de Clara. El seu nom significa "estimat" en llatí i és un nom religiós comú entre les clarisses. Amata va créixer gaudint dels plaers de la vida. Els seus pares volien que Amada es casés i, com afirma la seva hagiògrafa Agnes Dunbar,  estava "contenta amb el vestit i la vanitat mundana". Dunbar també informa que la seva tia "es va afligir pel perill en què la va veure i va pregar perquè s'esforcés per agradar a Déu més que als homes". Amada era propera a Clara mentre creixia, però la pietat de Clara no li generava cap voluntat d'imitar-la, fins que va visitar Clara al seu monestir per obtenir el seu consell sobre el seu compromís i va optar per quedar-se amb Clara en comptes de casar-se,  malgrat les "súpliques desesperades i violentes" dels seus amics i el seu promès.
Tal com afirma Dunbar, Amada va experimentar "un disgust pel món i desig de la vida religiosa", i es va enclaustrar a San Damià, l'església de Sant Francesc d'Assís que va reparar al principi del seu ministeri i el primer monestir fundat per Clara per a les clarisses. Segons la web de la congregació, la decisió d'Amada de convertir-se en monja va ser una resposta a les oracions de la seva tia perquè era "conscient de la seva necessitat d'expiar el seu antic estil de vida cridaner, però igualment era conscient de la tendra misericòrdia de Jesús per un cor penitent". Va entrar a la vida religiosa a Sant Damià després de parlar-ho amb Clara, "amb un zel especial", i hi va romandre durant 20 anys.
Amada patia una malaltia crònica; va patir hidropèsia i una tos forta durant un any, combinada amb un fort dolor abdominal, febre i símptomes de grip durant tretze mesos. Com es va testimonia el 1253, durant el seu testimoni del procés de canonització de Clara poc després de la seva mort, Amada va explicar que tenia l'estómac tan inflat que no podia ajupir-se cap endavant. En aquesta situació, Clara li va imposar les mans i li va fer el senyal de la creu,  i es va curar definitivament l'endemà. Amada va tenir cura de la seva tia quan va morir i van experimentar visions místiques juntes durant aquest temps. 
Amada va ser una de les que va ser entrevistada durant el Procés de Canonització de Clarea, ja que ella, juntament amb quatre membres més de la comunitat, són les qui havien viscut més temps amb ella a San Damià. Amada va donar testimoni de molts dels miracles i visions de la Clara, i de la seva personalitat i pràctiques religioses. Joan Mueller, que va escriure un llibre sobre la vida, els escrits i l'espiritualitat de Clara, afirma: "Com a resultat d'aquestes fonts crítiques, Clara és una de les poques dones del segle XIII de les quals podem reconstruir amb confiança la seva vida no a partir de testimonis clericals, sinó amb una veu realment femenina".
Amada va morir c. 1255 a Assís; va ser enterrada amb la seva germana, Santa Balbina, que també va ser una de les primeres seguidors de Clara. La festa d'Amada és el 20 d'abril.